# Rory Keuscher
Rory Keuscher (* 27. April 1979) ist ein ehemaliger deutscher Basketballspieler.

## Werdegang
Keuscher wurde 1997, aus der eigenen Jugend kommend, in die Bundesliga-Mannschaft des MTV 1846 Gießen befördert. Der 1,88 Meter große Aufbauspieler war bis 2000 Mitglied des Aufgebots, sein letztes Bundesliga-Spiel bestritt er im Januar 2000. Insgesamt kam er auf fünf Einsätze für den MTV. Später spielte er mit Eintracht Frankfurt in der 2. Basketball-Bundesliga.
In der Saison 2004/05 gehörte er der Mannschaft des Zweitligisten TV Lich an, 2005/06 war er Mitglied des Regionalligisten TSV Grünberg.